# Henichesk (huyện)
Huyện Henichesk (tiếng Ukraina: Генічеський район, chuyển tự: Henichesks’kyi raion) là một huyện của tỉnh Kherson thuộc Ukraina. Huyện Henichesk có diện tích 3008 km², dân số theo điều tra dân số ngày 5 tháng 12 năm 2001 là 66291 người với mật độ 22 người/km2. Trung tâm huyện nằm ở Henichesk.